# Língua magaí
Magaí (em devanágari: मगही, magahi) ou magádi (magadhi; (मगधी)  é uma língua falada no leste da Índia e no Nepal. É geralmente escrito com o abugida devanágari. A escrita caiti foi desenvolvida mais tarde para a língua. O prácrito magádi foi o ancestral do magaí, do qual deriva o nome deste último. O magaí tem aproximadamente 18 milhões de falantes.
Tem uma tradição muito rica e antiga de canções folclóricas e histórias. É falado em oito distritos em Biar, três em Jarcanda, e tem alguns falantes em Malda, Bengala Ocidental.
Embora o número de falantes em magaí seja grande, ele não foi constitucionalmente reconhecido na Índia. Em Bihar o hindi é a língua usada para assuntos educacionais e oficiais. O magádi foi legalmente absorvido pelo hindi no censo de 1961.

## Histórico
O ancestral do magaí, o pácrito magádi, formou-se no subcontinente indiano em uma região que abrange o que hoje é a Índia e o Nepal. Essas regiões faziam parte do antigo reino de Mágada, cujo núcleo era a área de Biar ao sul do rio Ganges.
O nome magaí é diretamente derivado da palavra magádi, e falantes cultos de magaí preferem chamá-lo de magádi ao invés de magaí.
O gramático Kachchayano escreveu sobre a importância do magádi: "Há uma língua que é a raiz (de todas as línguas); homens e brâmanes falaram-no no começo do kalpa, que nunca antes haviam falado algo, e até os supremos budas o falaram: é o magádi."
O desenvolvimento da língua'magaí em sua forma atual é desconhecido. No entanto, estudiosos da língua chegaram à conclusão de que o magaí, o maitili, o boiapuri, o bengali, o assamês e o oriá tiveram a sua origem no prácrito magádi entre os séculos VIII e XI. Esses diferentes dialetos se diferenciaram e seguiram seu próprio curso de crescimento e desenvolvimento. Mas não é certo quando exatamente aconteceu. Foi provavelmente um período não identificado, durante o qual as línguas indianas modernas começaram a tomar a sua atual forma. No final do século XII, o desenvolvimento das línguas indo-arianas do meio Apabhramsa atingiu seu clímax. As línguas guzerate, marati, bengali, assamesa, oriá, maitili e outras línguas modernas tomaram forma definida em seus escritos literários no início do século XIV. A forma distinta de magádi pode ser vista no Dohakosha escrito por Sarahapa e Kauhapa. O magaí teve um revés devido ao período de transição na administração magádi. Tradicionalmente, bardos andarilhos recitavam poemas épicos longos neste dialeto, e foi por causa disso que a palavra magaí passou a significar "um bardo". O caiti é a forma de escrita geralmente usada. A pronúncia em magaí não é tão ampla quanto em maitili e existem várias formas verbais para cada pessoa. Teoricamente, magaí não tinha nenhuma literatura escrita famosa. Há muitas canções populares em toda a área em que a língua é falada, e bardos de passeio recitam vários poemas épicos longos que são mais ou menos conhecidos em todo o norte da Índia. Cantores folclóricos magaí da área cantam um bom número de baladas. A introdução do urdu significou um revés para as línguas locais, já que a sua forma de escrita persa era estranha para os locais.
O primeiro sucesso para a propagação do hindi ocorreu em Biar em 1881, quando destronou o urdu como língua oficial da província. Após a independência, o hindi recebeu o único status oficial por meio do “Bihar Official Language Act”, 1950.

## Falantes

Cantores folclóricos magaí

O magádi é falado na área que formava o núcleo do antigo reino de Mágada — os modernos distritos de Patná, Nalanda, Gaya, Jeanabade, Arwal,  Aurangabade, Lakhisarai, Sheikhpura e Nawada. A área do magaí é delimitada ao norte pelas várias formas da língua maitili faladas em Tirhut através do Ganges. No oeste, é delimitada pelo bhojpuri. No nordeste, ela é delimitada pelo maitili e angika.
Uma mistura de magaí e bengali conhecida como kharostha (khortha) é falada pela população não tribal na divisão de Chotanagpur do norte de Jarcanda que compreende os distritos de Bokaro, Bokaro, Chatra, Dhanbad, Giridih, Hazaribagh, Koderma e Ramgarh.
O número de falantes de magádi é difícil de indicar por causa de fontes não confiáveis. Para a maioria dos falantes de magaí, o hindi é o nome genérico de sua língua. As pessoas do sul de Biar e do norte de Jarcanda são principalmente falantes da língua magádi. As estimativas atuais indicam a existência de aproximadamente 18 milhões de falantes.

## Escritas
O magádi é geralmente escrito com o abugida devanágari A escrita caiti foi desenvolvida mais tarde para língua.
Houve esforços de estudiosos na área do magaí para explorar e identificar uma tradição literária para a língua. O magádi tem uma rica tradição de literatura popular, e nos tempos modernos tem havido várias atividades na publicação de literatura. Magahi Parishad foi estabelecida em Patná em 1952, que foi renomeada como Bihar Magahi Mandal. Magádi, um jornal, foi iniciado ao mesmo tempo, que foi renomeado Bihan, que significa "amanhã" ou "o amanhecer". Mais tarde, Akhil Bhartiya Magahi Sahitya Sammelan foi criado pelo Dr. Ram Prasad Singh em 1977 e publicou-se uma revista bem conhecida Magahi Lok. Outro periódico mensal muito famoso foi iniciado pela Magahi Academy, Gaya, editado pelo Dr. Ram Prasad Singh. Outra revista magádi é publicada por Akhil Bhartiya Magahi Bhasa Sammelan. É dirigido por Kavi Yogesh. A Universidade Aberta de Nalanda oferece vários cursos da línguai.

### Detalhes
'Adição de' Waa 'ou' eeya 'a substantivos e às vezes verbos' 
 Para os substantivos masculinos:  

Em hindi com estilo magaí/magádi - “ा के पास एगो मोटरसाइकिल है” 

Na verdadeira língua magaí/magádi - “सलमनवा के एगो मोटरसाइकिल हई”
Tradução em inglês - Salman tem uma motocicleta.
 Para os substantivos femininos:  

Em hindi com estilo magaí/magádi - “रिमिया रिया सेनवा के बहन है”

 Na verdadeira língua magaí/magádi - “रिमिया रिया सेनवा के बहिन हई” 

Tradução em inglês - Rimi é a irmã de Riya Sen 

Em hindi com estilo magaí/magádi - “चला चला के तोर कपरवे फोर देंगे” 

Na verdadeira língua magaí/magádi - “चला चला के तोहर / तोर कपरवे फोर देम” 

Tradução em inglês - (eu vou) jogar o bastão e rachar seu crânio 

Em hindi com estilo magaí/magádi - “जानते हो, मोहना का बाप मर गया है” 

Na verdadeira língua magaí/magádi - “जानअ ह, मोहना के बाप / बाबूजी / बाबा / बावा मर् गेलथिन / गेलवा” 

Tradução em inglês - Você sabe, o pai de Mohan morreu
Além desses nomes, todos os outros nomes femininos e outros substantivos recebem "waa" em suas extremidades.
 'Adição de "eeye" ou "ey" em advérbios, adjetivos e pronomes' 
Em hindi com estilo magaí/magádi - हम बहुत नजदिके से आ रहें है 

Na verdadeira língua magaí/magádi - हम / हमनी बहुत नजदिके (बहुते नज़दीक) / भीरी से आवईत हिवअ / आ रहली हे 

Tradução em inglês - Estamos vindo de um lugar muito próximo 

Dentre as variantes magaí, pode-se encontrar muita variação enquanto se move de uma área para outra, principalmente o final da frase é com um tom típico como hiva, thau, hein etc. É uma linguagem rica com muita diferença que se pode ver ao dizer algo em relação ao mais velho ou um com os pares ou mais jovens. Por exemplo, existem duas contrapartes do hindi "aap" existentes descritas nas frases a seguir:
Em hindi - आप आज बाजार गये थे क्या?
Em magaí (para um ancião) - तूँ आज बजार गेलहु क का?
Em magaí (para pessoas altamente respeitadas ou professores) - अपने आज बजार गेलथिन क का?
Em magaí (para um jovem) - तूँ आज बजार गेलहीं क का?
O magaí é uma língua das pessoas comuns na área e em torno de Patná. Tem pouca literatura escrita indígena, embora vários contos populares e canções populares tenham sido transmitidos durante séculos de boca em boca e essa continue sendo a principal forma de transferência de conhecimento na literatura.
Bardos que passam, também conhecidos pelo nome “bhad”, recitam longos poemas épicos neste dialeto, e cantam versos em honra das realizações heroicas de príncipes lendários e homens valentes de tempos antigos como “Alha aur udal”. Mas nenhum texto manuscrito foi criado desde a seu criação, exceção feita à transposição recente para livro.

## Palavras

### Dias da semana
| Português     | Magaí          | मगही/मागधि | Hindi                  | Urdu     |
| ------------- | -------------- | ------- | ---------------------- | -------- |
| Domingo       | Eitwaar        | एतवार    | Ravivwaar              | Eitwaar  |
| Segunda-feira | Somaar         | सोमIर    | Somwaar                | Peer     |
| Terça-feira   | Mangal         | मंगल     | Mangalwaar             | Mangal   |
| Quarta-feira  | Budhh          | बुध      | Buddhwaar              | Budhh    |
| Quinta-feira  | Barashpat/Bife | बृहस्पत   | Guruwaar/Brihaspatiwar | Jumeraat |
| Sexta-feira   | Sookkar/Sookra | शुक्कर    | Shukrawaar             | Jumma    |
| Sábado        | Sanichchar     | शनिच्चर   | Shaniwaar              | Hafta    |

### Frutas e vegetais
| Português   | Magaí                  | मगही/मगधी     | Português | magaí/magádi   | मगही/मगधी   |
| ----------- | ---------------------- | ----------- | --------- | -------------- | --------- |
| Manga       | Aam                    | आम          | Maçã      | Seo            | सेव        |
| Laranja     | Narangi/Santola /Kewla | नारंगी/संतोला/केवला | Limão     | Lemu           | लेमू        |
| Toranja     | Mausmi/                | मौसमी         | Papaya    | Papita         | पपीता       |
| Goiaba      | Amrud                  | अमरुद        | Melão     | Jaamun/phnela  | जामुन/फ्नेला   |
| Batata doce | Shataalu               | शतालु         | Romã      | Anāra/Bidānā   | अनार/बिदाना   |
| Uva         | Angoor                 | अंगूर         | Cherimoia | Shareefā       | शरीफा       |
| Banana      | Kairaa/Kēlā            | कैरा/केला       | Lichia    | Litchi         | लीच्ची       |
| Tomate      | Tamaatar               | टमाटर        | Jaca      | Katahar/kathal | कटहर/कटहल |
| Jaca        | Bhuikatahar            | भुईकटहर      | Melancia  | Tarabūjā       | तरबूजा      |
| Meloa       | kharabūjā/Lālmi        | खरबूजा/लालमी    |           |                |           |

### Família
| Português | magaí/magádi      | मगही/मगधी   |
| --------- | ----------------- | --------- |
| Papai     | Baabuji / PitaJee | बाबूजी / पिताजी |
| Mamãe     | Maiya / Maay      | मईया / माय  |
| Irmã      | Bahin / Didi      | दीदी / बहिन  |
| Irmão     | Bhaai / Bhaiya    | भाई / भईया  |
| Avô       | Baaba / Daada     | बाबा / दादा   |
| Avó       | Mama / Daadi      | मामा / दादी   |
| Cunhada   | Bhaujai / Bhauji  | भौजाइ / भौजी  |

## Amostra de texto
गोर गौरा पारवती  शंकर जी करिया  मैया गे, शंकर जी के अज्बी रहनिया हो, मैया गे शंकर जी के अज्बी रहनिया
Transliteração
Goar Gaura parvati Sankar jee kariya Maiya ge sankar jee ke ajbi rahaniya Ho, Maiya ge Sankar jee ke ajbi rahaniya